# 백양터널
백양터널(白楊터널)은 부산광역시 부산진구 당감동과 사상구 모라동을 연결하는 터널이다. 2,340m의 편도 2차로(왕복 4차로) 쌍굴식으로로 구성되어 있으며, 폭은 10.5m, 높이는 9.1m이다. 관문대로의 일부 구간으로서 항만 물동량의 원활한 수송을 위해 건설되어 물류비용 절감 효과가 큰 터널이다.
경부고속도로의 대구-부산간 거리를 상당히 줄여주는 중앙고속도로 대구 ~ 부산 구간의 개통으로 백양터널을 이용하여 부두까지 직결되어 컨테이너 수송차량의 통행량이 특히 급증하였다.

## 역사
- 1993년 7월 29일 : 대우건설에서 착공
- 1998년 1월 8일 : 준공
- 1999년 4월 6일 : 개통
- 2000년 1월 10일 : 통행료 징수 시작
- 2015년 9월 1일 : 통행료 인상[1]

## 자동차 전용도로
이 터널이 지나는 관문대로 구간은 자동차 전용도로에 해당되기 때문에 백양터널도 자동차 전용도로로 생각하기 쉬우나, 백양터널은 자전거만 출입할 수 없을 뿐 이륜차 통행이 가능하다. 이는 2007년 3월 21일 관문대로 구간을 자동자 전용도로로 지정할 때 이 터널을 포함한 당감동 개원초등학교앞 ~ 백양터널 ~ 모라3동 모산초등학교앞 2.34km 구간이 제외되었기 때문이다.
백양터널 구간이 자동차 전용도로 구간에서 제외된 것은 인근 모라동과 당감동 주민의 이륜차 통행 허용 요구를 부산광역시가 받아들였기 때문이다.
따라서 백양터널 구간은 자동차 전용도로가 아니며, 부산광역시 내 유료도로 중에서 유일하게 이륜차가 통행이 가능한 구간이다. 이로 인해 백양터널은 2013년 한해에만 이륜차 관련 교통사고가 3건이나 발생하는 등 사고가 잦은 구간으로 악명이 높지만, 여태껏 허용하던 이륜차 통행을 갑자기 막아버린다면 주민 반발이 거세질 것을 우려해 부산광역시와 경찰청, 도로교통공단 등은 2013년 10월 말 백양터널 내 이륜차 문제를 놓고 회의를 열었지만 뾰족한 대책을 마련하지 못하고 있다.

## 시설
터널 내부는 자동제어설비 시스템에 의하여 조도, 교통량, 풍향 풍속, 일산화탄소의 농도 및 가시 거리 측정이 자동으로 이루어지고 있다.
주요 건물은 2개의 환기동과 1개의 관리동으로 이루어져 있다. 터널 내부는 대형 송풍기에 의해 최적 환기 상태를 유지하고 있어 터널내의 오염도(일산화 탄소 기준치 50 PPM)가 항상 기준치 이하로 관리된다.

## 통행료
2015년 9월 1일 통행료가 인상되었다.
| 구분   | 통행료              | 통행료             |
| 구분   | 2015년 8월 31일까지 | 2015년 9월 1일부터 |
| ------ | ------------------- | ------------------ |
| 경차   | 400                 | 500                |
| 소형차 | 800                 | 900                |
| 중형차 | 1,100               | 1,400              |
| 대형차 | 1,100               | 1,400              |

백양터널 요금소에는 하이패스 차로가 존재하며, 한국도로공사의 하이패스 카드를 이용할 수 있다.